# Vatsiaiana
Vātsyāyana foi um filósofo indiano de tradição Carvaka e Lokyata, que viveu entre os séculos IV e VI antes de Cristo. Ele é conhecido como o autor do Kama Sutra .
Frequentemente confudido com o Mallanaga Vātsyāyana, que na verdade se refere ao criador mítico da ciência erótica.

## Obras
- Kama Sutra
- Nyaya Sutra Bhaşya